# Jacques De Vocht
Jacques De Vocht (Tongeren, 17 juli 1902 - Leuven, 17 juni 1959) was een Belgisch senator en burgemeester voor de CVP.

## Levensloop
De Vocht promoveerde tot doctor in de rechten (1926) aan de Universiteit Luik. Hij vestigde zich als advocaat in Tongeren.
Voor de katholieken en daarna de CVP was hij vanaf 1932 gemeenteraadslid van Tongeren, waar hij van 1939 tot 1958 schepen en van 1958 tot aan zijn dood in 1959 burgemeester was. Hij was pas enkele maanden burgemeester toen hij vroegtijdig overleed.
Van 1946 tot 1954 zetelde hij bovendien in de Belgische Senaat: van 1946 tot 1949 als provinciaal senator voor Limburg en van 1949 tot 1954 als rechtstreeks verkozen senator voor het arrondissement Hasselt.